# Новаківська сільська рада (Коростенський район)
Новаківська сільська рада — колишня адміністративно-територіальна одиниця та орган місцевого самоврядування у Чоповицькому, Малинському і Коростенському районах Малинської, Коростенської і Волинської округ, Київської та Житомирської областей Української РСР та України з адміністративним центром у с. Новаки.

## Населені пункти
Сільській раді були підпорядковані населені пункти:
- с. Новаки

## Населення
Відповідно до результатів перепису населення СРСР, кількість населення ради, станом на 12 січня 1989 року, становила 1 036 осіб.
Станом на 5 грудня 2001 року, відповідно до перепису населення України, кількість мешканців сільської ради становила 665 осіб.

## Склад ради
Рада складалася з 12 депутатів та голови.

### Керівний склад сільської ради
| ПІБ                       | Основні відомості                                                         | Дата обрання | Дата звільнення |
| ------------------------- | ------------------------------------------------------------------------- | ------------ | --------------- |
| Слюсар Сергій Миколайович | Сільський голова, 1958 року народження, освіта, член народної партії      | 26.03.2006   | 31.10.2010      |
| Гилюк Ніна Василівна      | Сільський голова, 1973 року народження, освіта вища, член народної партії | 31.10.2010   |                 |

Примітка: таблиця складена за даними джерела

## Історія
Створена 1923 року в с. Новаки Малинської волості Радомисльського повіту Київської губернії.
Станом на 1 вересня 1946 року сільська рада входила до складу Чоповицького району Житомирської області, на обліку в раді перебувало с. Новаки.
На 1 січня 1972 року сільська рада входила до складу Коростенського району Житомирської області, на обліку в раді перебувало с. Новаки.
Виключена з облікових даних 17 липня 2020 року. Територію та населені пункти ради, відповідно до розпорядження Кабінету Міністрів України № 711-р від 12 червня 2020 року «Про визначення адміністративних центрів та затвердження територій територіальних громад Житомирської області», включено до складу Коростенської міської територіальної громади Коростенського району Житомирської області.
Входила до складу Чоповицького (04.1923 р., 23.02.1927 р., 17.02.1935 р.), Малинського (10.03.1924 р., 5.02.1931 р.) та Коростенського (28.11.1957 р.) районів.